# Gigny-sur-Saône
Gigny-sur-Saône é uma comuna francesa na região administrativa de Borgonha-Franco-Condado, no departamento Saône-et-Loire. Estende-se por uma área de 14,32 km². Em 2010 a comuna tinha 566 habitantes (densidade: 39,5 hab./km²).